# پوست انداختن
پوست انداختن داستانی از کارلوس فوئنتس نویسنده مکزیکی است که برای اولین بار در سال ۱۹۶۷ منتشر شد.
داستان این رمان سفر خاویر (داستان‌نویس و شاعر مکزیکی) و الیزابت (همسر خاویر) و دو همسفر آن دو، فرانتس و ایزابل (معشوقه جوان و عجالتاً خام فرانتس) از مکزیکوسیتی به وراکروز (ساحل دریا) روایت می‌شود. درشهر چولولا اتومبیل فرانتس خراب می‌شود و آن‌ها ناچار، شب را درهتل می‌گذرانند. نیم شب الیزابت به اتاق فرانتس و ایزابل به اتاق خاویر می‌رود.
سپس جدل‌های میان خاویر و الیزابت به تدریج رنگ خشونت می‌گیرد و تعارض نیمه پنهان این زن و شوهر آشکار می‌شود.
این کتاب توسط عبدالله کوثری در سال ۱۳۸۰ به فارسی ترجمه و توسط نشر آگاه منتشر شد.